# دنا متمم

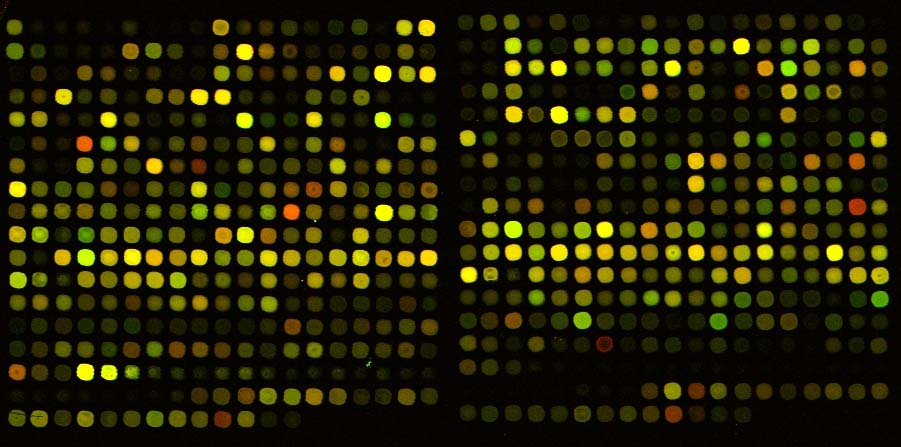

الدنا المتمم أو الحمض النووي الريبي منقوص الأكسجين المتمم أو د ن أ مكمل أو د ن أ متمم (بالإنجليزية: Complementary DNA)‏ ويختصر (cDNA). هي سلسلة دنا يتم تصنيعها من الرنا المرسال. تمثل هذه السلسلة مورثة معينة لاحتوائها على التسلسل المشفر للبروتين، وبالتالي يمكن استخدامها في الأبحاث وعدة تطبيقات كاستنساخ المورثات. يتم تحويل القواعد النيتروجينية للرنا إلى القواعد النيتروجينية في الدنا باستخدام إنزيم يسمى إنزيم النسخ العكسي، حيث يقوم بتحويل القواعد (A, U, G, C) إلى (T, A, C, G).